# 賴比瑞亞童軍
賴比瑞亞童軍（英語：Boy Scouts of Liberia）為賴比瑞亞的國家童軍活動組織，成立於1922年，於1965年成為世界童軍運動組織成員。截至2004年，賴比瑞亞童軍為限定男性加入，共有2,418名成員。

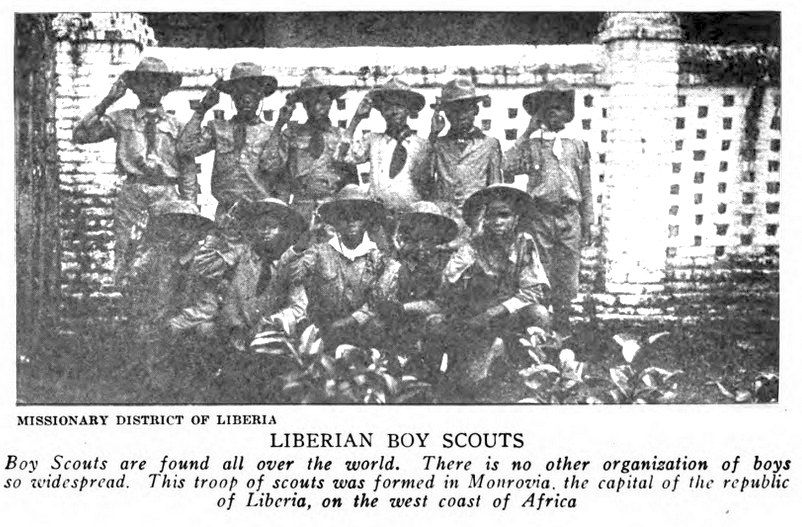
1919年的賴比瑞亞童軍

1975年，賴比瑞亞傑出童軍人物艾密特·哈蒙獲得世界童軍運動組織唯一獎項銅狼獎。
賴比瑞亞的童軍週為每年5月的下旬。